# 仙台鉄道郵便局
仙台鉄道郵便局（せんだいてつどうゆうびんきょく）とは、かつて宮城県仙台市に本局を置いていた郵便局である。

## 概要
鉄道郵便局は、日本の郵便局の種類の一つで、鉄道事業者に郵便車を運行させてこれに職員が乗務し、鉄道沿線の郵便局から継送される郵便物を輸送するとともに、郵便車内で郵便物をあて先地域別に区分する業務を行っていた。当局はそのうちおもに東北地方南部の区間を担当した。

### 本局・分局
本局に管理部門が置かれるほか、各地の乗務・中継作業の拠点として主要ターミナル駅や分岐駅に分局が設置されていた。
- 本局 - 宮城県仙台市東七番丁（仙台駅付近）
  - 1986年（昭和61年）廃止。
- 山形分局 - 山形県山形市香澄町1（山形駅構内）
  - 1949年（昭和24年）7月1日開局、1985年（昭和60年）3月14日廃止。
- 盛岡分局 - 岩手県盛岡市盛岡駅前通（盛岡駅構内）
  - 1949年（昭和24年）7月1日開局、1984年（昭和59年）2月1日廃止。
- 郡山分局 - 福島県郡山市駅前1（郡山駅構内）
  - 1950年（昭和25年）2月21日開局、1984年（昭和59年）2月1日廃止。
- 小牛田分局 - 宮城県遠田郡小牛田町（小牛田駅構内）
  - 1955年（昭和30年）9月1日開局、1982年（昭和57年）11月15日廃止。
- 新庄分局 - 山形県新庄市多門町（新庄駅構内）
  - 1955年（昭和30年）9月1日開局、1984年（昭和59年）2月1日廃止。
- 福島分局 - 福島県福島市栄町（福島駅構内）
  - 1955年（昭和30年）9月1日開局、1985年（昭和60年）3月14日廃止。

## 沿革
- 1903年（明治36年）
  - 4月1日 - 仙台を含む11の鉄道郵便局が開設される[1][2]。
  - 12月 - 通信官署官制改正（4日公布、5日官報掲載）に伴い廃止される。業務は所在地一等郵便局が継承[3]。
- 1910年（明治43年）
  - 4月1日 - 仙台鉄道船舶郵便局（一等郵便局）を開局[4]。
    - 線路区域[5]
      - 東京青森線の内白河青森間
      - 東京仙台（水戸経過）線の内平仙台間
      - 福島青森線
      - 郡山喜多方線
      - 尻内湊線
      - 青森函館線（船舶内）
      - 青森室蘭線（船舶内）

  - 12月15日 - 郡山喜多方線が郡山山都線となる[6]。
- 1913年（大正2年）
  - 4月20日 - 小牛田岩出山線を追加[7]。
  - 8月1日 - 郡山山都線が郡山野沢線となる[8]。
  - 12月29日 - 赤湯豊田線及び新庄古口線を追加[9]。
- 1914年（大正3年）
  - 4月19日 - 小牛田岩出山線が小牛田川渡線となる[10]。
  - 6月14日 - 新庄古口線が新庄狩川線となる[11]。
  - 9月20日 - 新庄狩川線が新庄酒田線となる[12]。
  - 11月1日 - 郡山野沢線が郡山新潟線となる[13]。
  - 11月15日 - 赤湯豊田線が赤湯長井線となる[14]。
- 1915年（大正4年）
  - 3月21日 - 郡山小野新町線を追加[15]。
  - 4月18日 - 小牛田川渡線が小牛田鳴子線となる[16]。
- 1917年（大正6年）
  - 10月10日 - 郡山小野新町線が郡山平線となる[17]。
  - 11月1日 - 小牛田鳴子線が小牛田新庄線となる[18]。
- 1918年（大正7年）9月21日 - 余目鶴岡線を追加[19]。
- 1919年（大正8年）
  - 3月25日 - 小牛田石巻線を追加[20]。
  - 12月5日 - 新庄酒田線が新庄遊佐線に、余目鶴岡線が余目大山線となる[21]。
- 1920年（大正9年）
  - 7月20日 - 新庄遊佐線が新庄吹浦線となる[22]。
  - 7月30日 - 秋田亀田線を追加[23]。
- 1921年（大正10年）11月15日 - 新庄吹浦線が新庄象潟線となる[24]。
- 1922年（大正11年）
  - 5月22日 - 余目大山線が余目三瀬線となる[25]。
  - 6月30日 - 新庄象潟線が新庄本荘線となる[26]。
  - 12月11日 - 赤湯長井線が赤湯荒砥線となる、また山形左沢線を追加[27]。
- 1923年（大正12年）
  - 3月18日 - 余目三瀬線が余目温海線となる[28]。
  - 11月23日 - 余目温海線が余目鼠ヶ関線となる[29]。
- 1924年（大正13年）
  - 4月20日 - 新庄本荘線が新庄秋田線となる、また秋田亀田線を削除[30]。
  - 6月1日 - 野辺地大湊線を追加[31]。
  - 7月31日 - 郡山新潟線、新庄秋田線、余目鼠ヶ関線を削除（線路改訂と同時に新潟郵便局に移管）[32]。
  - 11月15日 - 黒沢尻横手線を追加[33]。
  - 12月6日 - 川部森田線を追加[34]。
- 1925年（大正14年）5月15日 - 川部森田線が川部鯵ヶ沢線となる[35]。
- 1926年（大正15年）
  - 4月26日 - 機織茂浦線を追加[36]。
  - 7月11日 - 尻内湊線が尻内種市線となる[37]。
  - 11月24日 - 機織茂浦線が機織大間越線となる[38]。
- 1927年（昭和2年）
  - 3月1日 - 花巻釜石線を追加[39]。
  - 9月21日 - 花巻釜石線が花巻岩手上郷線となる[40]。
- 1928年（昭和3年）9月10日 - 青森室蘭線（船舶内）を削除[41]。
- 1929年（昭和4年）7月31日 - 一関気仙沼線を追加[42]。
- 1930年（昭和5年）3月27日 - 尻内種市線が尻内久慈線となる[43]。
- 1931年（昭和6年）
  - 4月1日 - 川部鯵ヶ沢線が川部赤石線となる[44]。
  - 10月17日 - 好摩大館線の内好摩花輪間を追加[45]。
  - 10月20日 - 川部赤石線が川部北金ヶ沢線となる[46]。
- 1932年（昭和7年）10月14日 - 機織大間越線が機織岩崎線となる[47]。
- 1933年（昭和8年）
  - 2月15日 - 一関気仙沼線が一関矢作線となる[48]。
  - 11月5日 - 川部北金ヶ沢線が川部深浦線となる[49]。
  - 11月10日 - 米沢羽前津川線を追加[50]。
  - 11月30日 - 盛岡宮古線を追加[51]。
  - 12月15日 - 一関矢作線が一関盛線となる[52]。
- 1934年（昭和9年）
  - 8月1日 - 好摩大館線の内好摩花輪間が好摩大館線となる[53]。
  - 12月1日 - 福島青森線が福島秋田線となる、また新潟青森線の内秋田青森間を追加[54]。
- 1935年（昭和10年）
  - 2月16日 - 大曲生保内線を追加[55]。
  - 10月30日 - 米沢羽前津川線が米沢小国線となる[56]。
  - 11月15日 - 鷹巣阿仁合線を追加[57]。
  - 11月17日 - 盛岡宮古線が盛岡山田線となる[58]。
- 1936年（昭和11年）
  - 5月11日 - 仙台鉄道郵便局に改称[59]。
  - 7月30日 - 機織岩崎線が機織川部線となる、また川部深浦線を削除[60]。
  - 8月31日 - 米沢小国線が米沢坂町線となる[61]。
  - 10月1日 - 組織改正。
    - 青森鉄道郵便局の開局[62]に伴い、東北地方北部（おもに日本海側）及び青函連絡船の郵便輸送業務を同局に移管。
    - 新潟派出所を設置[63]。新潟郵便局の所掌していた鉄道郵便業務の移管を受ける[63]。
    - 線路区域[64]
      - 東京青森線の内郡山盛岡間
      - 東京仙台（水戸経過）線の内平仙台間
      - 郡山平線
      - 福島秋田線
      - 小牛田新庄線
      - 小牛田石巻線
      - 一関盛線
      - 黒沢尻横手線
      - 花巻岩手上郷線
      - 盛岡山田線
      - 米沢坂町線
      - 赤湯荒砥線
      - 山形左沢線
      - 大曲生保内線
      - 郡山新潟線
      - 若松柳津線
      - 若松田島線
      - 大阪新潟線の内新津新潟間
      - 新潟青森線の内新潟酒田間
      - 柏崎新潟線
      - 新庄酒田線
- 1937年（昭和12年）
  - 2月1日 - 花巻岩手上郷線を削除[65]。
  - 10月1日 - 大阪青森線の内新津酒田間を追加、また大阪新潟線の内新津新潟間及び新潟青森線の内新潟酒田間を削除[66]。
  - 11月10日 - 仙台山形線を追加[67]。
- 1938年（昭和13年）4月11日 - 盛岡山田線が盛岡大槌線となる[68]。
- 1939年（昭和14年）
  - 2月11日 - 小牛田石巻線を削除[69]。
  - 9月17日 - 盛岡大槌線が盛岡釜石線となる[70]。
- 1941年（昭和16年）
  - 9月1日 - 小牛田女川線を追加[71]。
  - 10月28日 - 若松柳津線が若松宮下線となる[72]。
- 1944年（昭和19年）5月1日 - 新潟鉄道郵便局の開局[73]に伴い、北陸地方東部の郵便輸送業務を同局に移管。
  - 線路区域[74]
    - 東京青森線の内郡山盛岡間
    - 東京仙台（水戸経過）線の内平仙台間
    - 仙台山形線
    - 郡山平線
    - 福島秋田線
    - 小牛田新庄線
    - 小牛田女川線
    - 一関盛線
    - 黒沢尻横手線
    - 盛岡釜石線
    - 米沢坂町線
    - 赤湯荒砥線
    - 山形左沢線
    - 大曲生保内線
    - 郡山新潟線の内郡山会津若松間
    - 会津若松宮下線
    - 会津若松田島線
    - 新庄酒田線
- 1947年（昭和22年）3月31日 - 仙台鉄道郵便局が仙台市荒町から仙台市元寺小路に移転[75]。
- 1948年（昭和23年）
  - 2月25日 - 鉄道郵便乗務員の服務方法に関するGHQ指令[76]が発出され、職員配置の大幅な異動・所要の施設整備等を行うこととなる[77]。
    - 業務の合理化
      - 乗務行程の合理化
      - 複数の区間の乗務を兼務し循環服務する体制をやめ、原則として乗務区間ごとに乗務員の配置を固定
      - 本局等から乗務区間までの長距離の便乗の解消

    - 具体的には次のような対応がとられた。
      - 乗務区間に応じた地方の拠点（分局等）への職員の分散配置
      - 各地に職員住宅や乗務員事務室等の整備
      - 乗務行程見直しにより乗務員配置が難しくなる末端の支線等では取扱便から託送便への変更や専用自動車便への移行など

    - 当局では、本局の位置と所掌路線の関係から、特に仙台 - 福島間等で職員の便乗移動が多く、職員分散配置による合理化が推進された。また、鉄道郵便線路4線路について取扱便から託送便への変更（うち1線路は末端区間を自動車便に変更）が行われた[78]。
    - 乗務担当区間均衡化のため隣接局との間で所掌区間の変更が行われ、会津若松荒海線及び会津若松宮下線の全区間と、郡山新潟線の郡山 - 会津若松間を新潟鉄道郵便局に移管し、盛岡大館線の全区間について青森鉄道郵便局から移管を受けた。

  - 8月16日 - 盛岡大館線を追加、また小牛田女川線、赤湯荒砥線、山形左沢線、大曲生保内線、郡山新潟線の内郡山会津若松間、会津若松宮下線及び会津若松田島線を削除[79]。
    - 線路区域
      - 東京青森線の内郡山盛岡間
      - 東京仙台（水戸経過）線の内平仙台間
      - 仙台山形線
      - 郡山平線
      - 福島秋田線
      - 小牛田新庄線
      - 一関盛線
      - 黒沢尻横手線
      - 盛岡釜石線
      - 新庄酒田線
      - 米沢坂町線
      - 盛岡大館線
- 1949年（昭和24年）7月1日 - 組織改正、山形分局及び盛岡分局設置
  - 線路区域[80]
    - 本局
      - 東京青森線の内郡山盛岡間
      - 東京仙台（水戸経過）線の内平仙台間
      - 小牛田新庄線
      - 新庄酒田線
      - 郡山平線
      - 一関盛線
      - 仙台山形線

    - 山形分局
      - 福島秋田線
      - 米沢坂町線
      - 仙台山形線の一部

    - 盛岡分局
      - 宮古釜石線
      - 盛岡大館線
      - 黒沢尻横手線
      - 盛岡遠野線
- 1950年（昭和25年）
  - 2月21日 - 組織改正、郡山分局及び積替駐在設置
    - 線路区域及び積替駐在[81]
      - 本局
        - 東京青森線の内郡山盛岡間
        - 東京仙台（水戸経過）線の内平仙台間
        - 仙台山形線
        - 一関盛線
        - 小牛田新庄線
        - 新庄酒田線
        - 仙台
        - 小牛田
        - 新庄

      - 山形分局
        - 福島秋田線
        - 米沢坂町線
        - 仙台山形線の一部

      - 盛岡分局
        - 宮古釜石線
        - 花巻釜石線
        - 盛岡大館線
        - 黒沢尻横手線
        - 盛岡

      - 郡山分局
        - 郡山平線
        - 郡山
        - 福島

  - 10月10日 - 宮古釜石線及び花巻釜石線を削除、花巻宮古線を追加[82]。
- 1952年（昭和27年）9月1日 - 組織改正
  - 線路区域及び積替駐在[83]
    - 本局
      - 東京青森線の内郡山盛岡間
      - 東京仙台（水戸経過）線の内平仙台間
      - 仙台山形線
      - 一関盛線
      - 小牛田新庄線
      - 新庄酒田線
      - 仙台
      - 小牛田
      - 新庄

    - 山形分局
      - 東京青森線の一部
      - 福島秋田線
      - 米沢坂町線
      - 仙台山形線の一部
      - 山形左沢線
      - 米沢荒砥線
      - 山形

    - 盛岡分局
      - 花巻宮古線
      - 盛岡大館線
      - 黒沢尻横手線
      - 盛岡

    - 郡山分局
      - 郡山平線
      - 郡山
      - 福島
- 1954年（昭和29年）11月21日 - 花巻宮古線が花巻盛岡線となる[84]。
- 1955年（昭和30年）9月1日 - 小牛田分局、新庄分局及び福島分局設置[85]
- 1959年（昭和34年）3月1日 - 仙台鉄道郵便局が仙台市元寺小路から仙台市東二番丁に移転[86]。
- 1978年（昭和53年）10月 - 東京青森線に「東京門司線の乗務員を経由して運送する郵便物の区分特例」（東京門司線特例）を適用し、乗務員の郵便物区分方法・郵便物輸送体系の変更を行う[87]。
  - 1978年（昭和53年）10月の国鉄のダイヤ改正で東北線の小荷物・郵便列車の停車駅が削減・集約されることに伴うもの。
  - 速達扱いを除き乗務員は郵便番号の上二けた目までによる地域別の区分を行うこととする。
  - 東京青森線沿線地域には、二けた地域ごとに地域内の区分を行う郵便局を「地域区分局」として指定し整備。
  - 東京青森線乗務員により二けた区分された郵便物は地域区分局へ送付し、地域区分局が三けた・五けた区分を行って自動車便で域内の各郵便局へ配送。
- 1982年（昭和57年）11月15日 - 小牛田分局を廃止[88]。
- 1984年（昭和59年）2月1日 - 盛岡・郡山・新庄の各分局を廃止[89]。
- 1985年（昭和60年）3月14日 - 山形・福島の各分局を廃止[90]。
- 1986年（昭和61年）10月1日 - 仙台鉄道郵便局本局を廃止[91]。

## 取扱内容
- 鉄道郵便車に乗務し、車内で区分及び郵袋、小包の積み下ろし事務。
- 局舎や駅の郵便室で、郵便物の受け渡し・郵袋や小包の区分事務。